# Vol'ginskij
Vol'ginskij è una cittadina della Russia europea centrale, situata nella oblast' di Vladimir; appartiene amministrativamente al rajon Petušinskij.